# Nichemarkt
Een nichemarkt, vaak ook aangeduid met alleen het woord niche, is een specifiek, vaak klein, afgebakend en bewerkbaar deel van een markt. 
Nichemarkten kennen minder concurrentie dan de hoofdmarkt; sommige nichemarkten kennen zelfs maar één aanbieder. De term niche komt oorspronkelijk uit de ecologie en refereert aan een specifiek leefgebied van een organisme. Een onderneming die zich richt op een nichemarkt levert een goed dat, of dienst die niet door de partijen in de hoofdmarkt wordt aangeboden.
Een andere definitie vertrekt vanuit de vraag. Wanneer een specifieke groep van afnemers (consumenten, bedrijven, organisaties of overheden) een bijzondere vraag hebben die afwijkt van wat de grote meerderheid vraagt, dan kan deze groep als een apart segment worden benaderd. In de sector van de rubberbanden is de markt van de vliegtuigbanden een niche. In de voedingsector zijn lactose-intolerante afnemers een niche.

## Ontstaan
Een nichemarkt ontwikkelt zich doorgaans uit een reeds bestaande markt waarbinnen niet aan elke vorm van vraag tegemoetgekomen wordt door middel van passende producten of diensten.

## Grote aanbieders
Nichemarkten worden soms bediend door grote spelers op de hoofdmarkt en soms door kleine gespecialiseerde bedrijfjes.
Er kunnen meerdere redenen zijn voor grote marktpartijen om zich niet bezig te houden met nichemarkten:
- Onbekendheid: Vaak zijn grote aanbieders zich niet bewust van het bestaan van de niche.
- Incompetentie: Sommige niches vereisen specifieke kennis of vaardigheden. Het proces om mensen te werven die deze specifieke vaardigheden hebben weegt voor grote marktspelers vaak niet op tegen de te verwachten omzet in de nichemarkt.
- Imagoredenen: Als de nichemarkt een controversieel product betreft loopt de aanbieder het risico imagoschade op te lopen. Deze imagoschade kan zo groot zijn dat de omzettoename in de nichemarkt niet opweegt tegen het omzetverlies in de mainstreammarkt.

De sleutel tot succes in het verkrijgen van een niche is het vinden van een nichemarkt waar de klanten, ondanks hun specifieke kenmerken, toch benaderbaar zijn (eventueel met behulp van innovatieve marketingstrategieën) en wanneer die niche nog niet door een gevestigde aanbieder beheerst wordt.

## Marketing in en voor nichemarkten
Niche-marketing is het proces van het vinden en bedienen van kleine, maar potentieel winstgevende marktsegmenten. Hiervoor zullen doorgaans specifieke producten en diensten ontworpen worden. Voor grote bedrijven zijn deze marktsegmenten doorgaans te klein om ze succesvol te kunnen ontwikkelen omdat er niet of slechts zeer beperkt schaalvoordelen te behalen zijn. Niche-marketeers zijn vaak afhankelijk van een hoge loyaliteit binnen hun markt om een winstgevend verkoopvolume te realiseren.
Ondernemingen die zich richten op één of meerdere niches voeren een niche- of focusstrategie. 